# Ломако, Владимир Николаевич
Владимир Николаевич Ломако (10 сентября 1969, Минск, СССР) — советский и белорусский футболист, защитник, тренер.

## Биография
Воспитанник минской СДЮШОР № 5. До распада СССР выступал за команды первенства Белорусской ССР среди КФК, в том числе во время службы в армии — за солигорский «Шахтёр», а в 1991 году — за минское «Торпедо».
В 1992 году в составе «Торпедо» дебютировал в первом независимом чемпионате Белоруссии в высшей лиге. Первый гол в чемпионате забил 2 мая 1992 года в матче против витебского «Локомотива» (1:2). Всего за четыре календарных года сыграл за минский клуб более 100 матчей.
В начале 1996 года выступал в высшем дивизионе Польши за «Гурник» (Забже), сыграл три матча.
Вернувшись в Белоруссию, играл в высшей лиге за клубы «Нафтан-Девон» (Новополоцк) и «Свислочь-Кровля» (Осиповичи). В общей сложности в высшей лиге Белоруссии сыграл 156 матчей и забил 4 гола. Отличался жёсткой игрой в защите, за карьеру получил около 60 жёлтых карточек и был в своё время рекордсменом чемпионатов Белоруссии по этому показателю.
Летом 1999 года перешёл в российскую «Томь». В первом дивизионе России сыграл один матч — 29 июля 1999 года против красноярского «Металлурга» вышел в стартовом составе и уже на 28-й минуте был заменён, после чего завершил игровую карьеру.
Более 15 лет работает в Новополоцке тренером в клубах «Нафтан» и «Полоцк», большую часть времени — в качестве ассистента А. Н. Трайдука.

## Личная жизнь
Супруга Ирина. Дочь Анастасия (в браке Филиппович) стала спортсменкой, занималась греблей на байдарках, мастер спорта РБ.